# 史樂山
史樂山，SBS（1956年6月27日—），曾任太古集團及旗下太古公司、太古地產、國泰航空及港機工程董事局主席，任期至2019年11月6日。

## 生平
成長於美國俄亥俄州，曾於美國哥倫比亞大學及英國劍橋大學取得經濟學位。1980年加入太古集團。早期參與國泰航空管理工作，曾被派駐香港、美國及泰國辦事處。1996年，史樂山獲委任為香港飛機工程董事總經理，1998年7月被調任到太古飲料，擔任行政總裁。太古飲料的核心業務為大中華地區可口可樂生產商。在他任内將太古飲料轉蝕為盈，更成為全球飲料企業五強之一。
2006年5月中起出任太古董事，2007年7月獲委任接替湯彥麟為國泰航空常務總裁，兼任董事。2010年12月，由於當時的國泰航空行政總裁湯彥麟決定轉往國際航空運輸協會（IATA）出任行政總裁，史樂山接替湯彥麟的空缺，升任國泰航空行政總裁，兼任太古飲料及港龍航空董事局主席，2011年3月31日起生效。
2018年2月8日太古A﹙0019﹚、太古B﹙0087﹚、香港飛機工程﹙0044﹚國泰航空﹙0293﹚及太古地產﹙1972﹚發表聯合公告，表示史樂山擬退任太古公司董事局主席及董事、及旗下附屬上市公司太古地產及港機董事會主席及董事，今年7月1日起生效。惟史樂山將留任太古公司旗下聯屬上市公司國泰航空﹙0293﹚董事局主席及董事。
2019年11月6日，卸任董事局主席及常務董事職務。

## 太古大班
2014年，太古集團董事局主席白紀圖宣布退休，太古大股東施懷雅家族決定由史樂山接替白紀圖出任太古公司、太古地產、港機工程及國泰航空的董事局主席職務；國泰行政總裁職務則由常務總裁朱國樑接替，2014年3月14日生效。
傳統英資機構如太古及怡和集團董事局主席（董事長），常被稱為「大班」，通常由英國人出任。但史樂山則為美國出生，由美國人出任太古集團董事局主席應屬首次，較為罕見。
太古集團公告透露，史樂山的年薪連同各項津貼為1016.71萬港元，並有按表現發放的花紅、公積金及房屋津貼。

## 可口可樂
由於史樂山曾任太古飲料行政總裁，故此與可口可樂結下不解之緣，自擔任國泰行政總裁後，每次出席記者招待會或接受訪問，必定將可口可樂放於檯面，以作植入式廣告宣傳。

## 個人
史樂山已婚，育有一對子女。其女Dana Slosar於亞洲超級名模生死鬥第6季冠軍。
其妻子Joy是泰國人，1980年代初期於國泰任職空中服務員，曾被公司挑選作代言人。

## 資料來源
1. ↑  John Slosar, Cathay Pacific （页面存档备份，存于） Flightglobal
2. ↑  史乐山让国泰增添活力 （页面存档备份，存于） Orient Aviation
3. ↑  湯彥麟離國泰史樂山接棒 （页面存档备份，存于） 蘋果日報，2010年12月4日
4. ↑  白紀圖退任太古(00019.HK)主席 史樂山接任 （页面存档备份，存于） AASTOCKS，2013年8月16日
5. 1 2  史樂山明年接任太古系主席 （页面存档备份，存于） 明報，2013年8月17日
6. 1 2  太古委任首位美籍「大班」 （页面存档备份，存于） 星島日報，2013年8月17日
7. ↑  史樂山年薪1017萬任太古主席 （页面存档备份，存于） 文匯報，2014年2月22日
8. ↑  中環在線：太古史樂山　記招毋忘擺可樂 （页面存档备份，存于） 蘋果日報，2014年5月14日
9. ↑  中環在線：老公史洛薩接任太古主席 國泰空姐變大班太太 （页面存档备份，存于） 蘋果日報，2013年8月19日